# Pterygium
Een pterygium of vleugelvlies is een driehoekig gevormd plooitje van het bindvlies over het oogwit dat over het hoornvlies heen gaat groeien, en ten dele ook in het hoornvlies; als het hierbij voor de pupil komt te liggen heeft dit gevolgen voor de gezichtsscherpte en moet het behandeld worden. 
Het komt frequent voor onder mensen die lange tijd in de tropen verblijven, omdat de vorming van pterygium wordt versterkt door UV-straling. Het is een aandoening die vaak terugkomt.